# 増崎英明
増﨑 英明（ますざき ひであき、1952年 - ）は、日本の医学者、日本の医師、日本の産婦人科医、画像診断（エコー＝超音波）の専門家。

## 略歴
- 1952年 佐賀県伊万里市生まれ
- 1977年 長崎大学医学部卒業
- 2006年 長崎大学医学部産婦人科教授
- 2014年 長崎大学病院病院長
- 2018年 長崎大学名誉教授[1]

## 著書
- 『胎児のはなし』（最相葉月との共著／ミシマ社、2019年） ISBN 978-4-90939417-0
- 『産科疾患の画像診断 保存版: 産婦人科専門医が知っておくべき93疾患』（メディカ出版、2018年） ISBN 978-4-84046504-5
- 『病院長戯言日誌』（木星舎、2018年） ISBN 978-4-90931700-1
- 『裁判例から学ぶインフォームド・コンセント―患者と医療をつなぐために』（福崎博孝との共著／民事法研究会、2015年） ISBN 978-4865560312
- 『一目瞭然！はじめての産科エコー検査―どう話す？どう使う？』（医学出版、2015年）ISBN 978-4287121023
- 『動画で学べる産科超音波 プロフェッショナル編』（メディカ出版、2016年） ISBN 978-4-84045774-3
- 『動画で学べる産科超音波 アドバンスト編』（メディカ出版、2015年） ISBN 978-4-84045346-2
- 『動画で学べる産科超音波 妊婦健診編』（メディカ出版、2014年） ISBN 978-4-84044959-5
- 『画像で見る産科アトラス』（メディカ出版、2012年） ISBN 978-4-84044099-8
- 『臨床産科超音波診断 改訂2版―画像でみる産科学』（メディカ出版、2009年） ISBN 978-4-84042891-0
- 『密室』（木星舎、2012年） ISBN 978-4-90148358-2
- 『密室Ⅱ』（木星舎、2016年） ISBN 978-4-90148389-6